# Darien (condado de Walworth, Wisconsin)
Darien es un pueblo ubicado en el condado de Walworth en el estado estadounidense de Wisconsin. En el Censo de 2010 tenía una población de 1.693 habitantes y una densidad poblacional de 19,26 personas por km².

## Geografía
Darien se encuentra ubicado en las coordenadas 42°37′21″N 88°43′19″O / 42.62250, -88.72194. Según la Oficina del Censo de los Estados Unidos, Darien tiene una superficie total de 87.92 km², de la cual 87.77 km² corresponden a tierra firme y (0.17%) 0.15 km² es agua.

## Demografía
Según el censo de 2010, había 1.693 personas residiendo en Darien. La densidad de población era de 19,26 hab./km². De los 1.693 habitantes, Darien estaba compuesto por el 92.85% blancos, el 0.24% eran afroamericanos, el 0.12% eran amerindios, el 0.12% eran asiáticos, el 0% eran isleños del Pacífico, el 5.02% eran de otras razas y el 1.65% pertenecían a dos o más razas. Del total de la población el 16.01% eran hispanos o latinos de cualquier raza.